# Bergmann Simplex
Die Bergmann Simplex war eine Taschenpistole, die 1901 von dem deutschen Industriellen Theodor Bergmann patentiert wurde. Nachdem einige Exemplare in Österreich hergestellt wurden, bekam 1904 eine Firma in Belgien eine Lizenz erteilt. Dort wurde diese Waffe in großen Stückzahlen hergestellt, bis die Produktion 1914 endete.

## Entwicklung und Konstruktion
In die Bergmann Simplex flossen Erfahrungen aus den früheren Bergmann-Pistolen ein. Sie verfeuerte eine relativ schwache 8-mm-Patrone. Dies erlaubte es, die Waffe mit einem unverriegelten Verschluss zu konstruieren. Das Schloss besteht aus einem einfachen Single-Action-System.